# Saab 21R
Saab 21R er et jagerbomber og jagerfly produceret af Saab. Det var det første jetfly produceret i Sverige og blev bygget i 62 eksemplarer fra 1949 – 1957. Flyet var en videreudvikling af Saab 21, der blev drevet af en stempelmotor. 

## Tilsvarende fly
- De Havilland Vampire

| Luftfart | Spire Denne artikel om flyvning er en spire som bør udbygges. Du er velkommen til at hjælpe Wikipedia ved at udvide den. |